# Wiggenhall St Germans
Pour l’article homonyme, voir Wiggenhall St Mary Magdalen.
Wiggenhall St Germans est une paroisse civile et un village du Norfolk, en Angleterre.